# Pavel Kelemen
Pavel Kelemen (* 28. května 1991 Domažlice) je bývalý reprezentant České republiky v dráhové cyklistice. Ve své kariéře se zúčastnil dvou olympiád, a to v Londýně a Riu. Je také mistrem Evropy v dráhařském keirinu z roku 2015. Svoji kariéru ukončil po sezóně 2023.

## Kariéra
Kelemen startoval na olympiádě 2012, kde se v individuálním sprintu umístil na 10. místě. Byl také nominován na olympiádu 2016 pro závody ve sprintu i keirinu, obsadil ve sprintu 17. místo a 21. místo v keirinu.
Na juniorském ME v dráhové cyklistice v roce 2013 získal zlatou medaili v keirinu i ve sprintu, v roce 2015 se stal seniorským mistrem Evropy v keirinu. Na mistrovství světa v dráhové cyklistice obsadil v roce 2015 15. místo ve sprintu a v roce 2016 byl jedenáctý v keirinu.
Na závodě Světového poháru ve vysokohorském prostředí v Aguascalientes v Mexiku roku 2014 skončil třetí a časem 9,558 dosažením v kvalifikaci na letmých 200 metrů několik okamžiků držel i světový rekord.
V letech 2014 a 2016 vyhrál sprinterskou Grand Prix Brno. V roce 2014 byl zařazen mezi nadějné sportovce, kteří získali na přípravu stipendium od Mezinárodního olympijského výboru. V letech 2013 a 2015 vyhrál anketu o nejlepšího sportovce Jihomoravského kraje.
Od roku 2020 se začal věnovat silniční cyklistice. V této disciplíně se však neprosadil a po sezóně 2023 ukončil kariéru.